# Hubert Lothaire

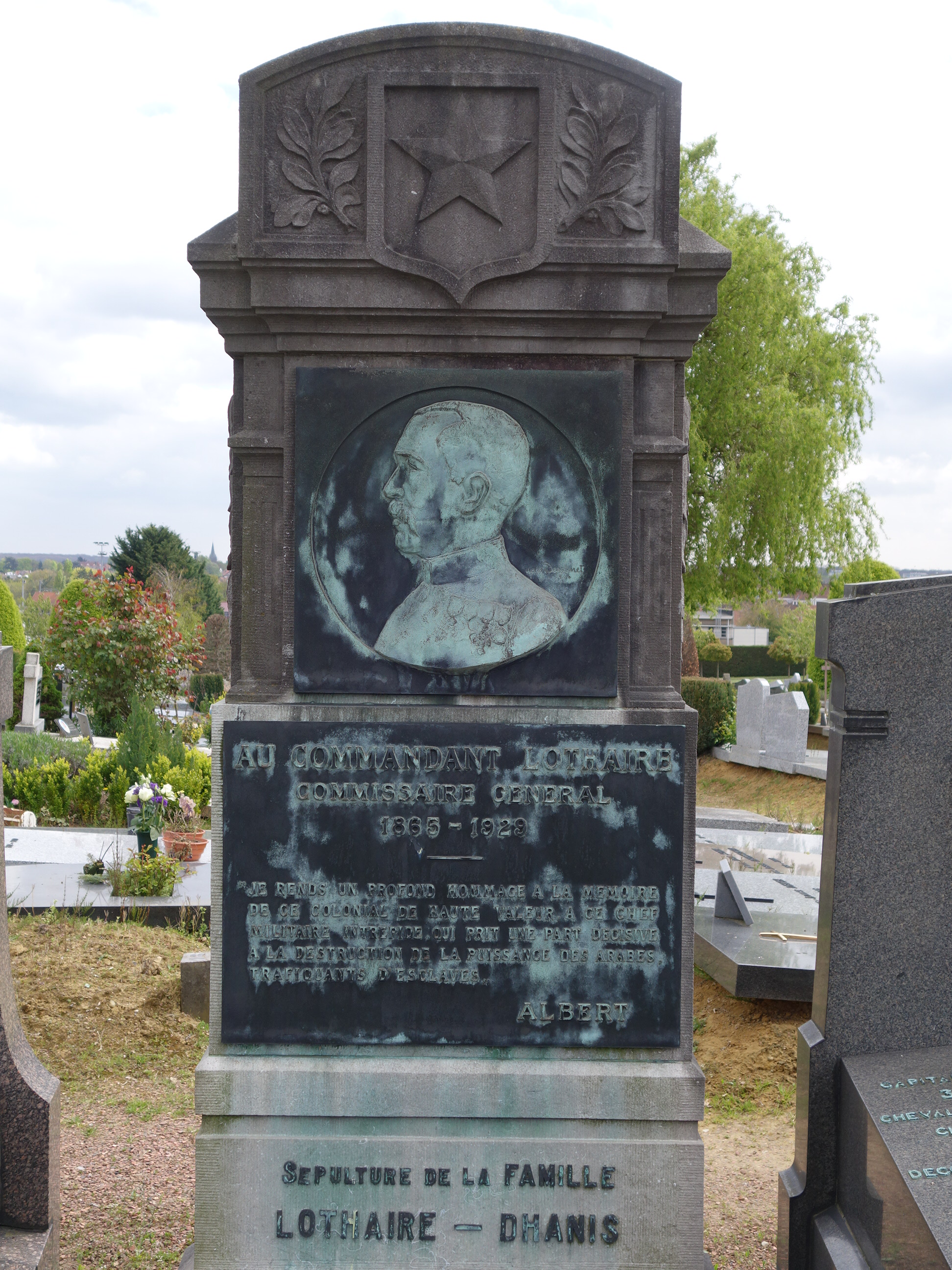
Graf van Lothaire op de begraafplaats van Elsene

Hubert Joseph Lothaire (Rochefort, 10 november 1865 – Elsene, 8 mei 1929) was een Belgisch militair en koloniaal in de Onafhankelijke Congostaat.
Lothaire volgde een opleiding aan de Koninklijke Militaire School waar hij afstudeerde in januari 1888 met de graad van onderluitenant. Hij werd aangenomen als agent van de Onafhankelijke Congostaat en kwam in oktober 1888 aan in Boma. Hij werd in 1890 luitenant in de Force Publique. Gedurende 18 maanden voerde hij verkenningsmissies uit in het binnenland en in september 1891 werd hij bevorderd tot kapitein. Na een verblijf in België keerde Lothaire in mei 1892 terug naar Congo als districtscommissaris en kreeg een post in Ubangi-Uele. Daarna voerde hij het bevel in de Ituri-campagne tijdens de Veldtochten van de Kongo-Vrijstaat tegen de Arabo-Swahili. In december 1894 liet hij de Britse wapenhandelaar Charles Stokes opknopen na een schijnproces. Het militaire succes leverde hem een promotie op tot commissaris-generaal (1 juli 1895), maar de dood van Stokes raakte bekend en leidde tot internationale spanningen. Gouverneur-generaal Théophile Wahis hield Lothaire geen hand boven het hoofd, waarop deze zich uit de voeten maakte naar België. De zaak had te veel stof doen opwaaien om een strafproces te ontlopen, maar de koloniale rechters in Boma en Brussel spraken Lothaire vrij. Hij keerde terug naar Congo als directeur van de Société anversoise du commerce au Congo (1897-1900), waar hij grote rubberwinsten boekte over de rug van de inlanders. Een bloedbad dat hij aanrichtte met Léon Fiévez tegen de Budja gaf Wahis de gelegenheid om de vete met Lothaire te hernemen en in zijn voordeel te beslechten.
Lothaire was getrouwd met de zus van Francis Dhanis.

## Publicatie
- "Les révoltés de Luluabourg, Lejeune", in: Vieux Congo, p. 123-132 (met Cyriaque Gillain)